# Az őslakó
Az őslakó (eredeti cím: The Man from Earth) egy 2007-es amerikai sci-fi-dráma, amit Jerome Bixby írt, Richard Schenkman rendezett és amiben David Lee Smith alakítja a főhős John Oldmant. A forgatókönyvet a neves Sci-fi-író, Jerome Bixby, még az 1960-as évek elején kezdte el, és 1998 áprilisában, a halálos ágyán, fejezte be. A film a népszerűségét a peer-to-peer hálózatok széleskörű elterjedésének köszönheti. Később a történetet Schenkman egy azonos című színpadi darabba adaptálta.
A cselekmény szerint John Oldman, egy egyetemi tanár, aki azt állítja magáról, hogy egy ősember (Cro-magnoni vagy magdaléni), aki már 14 ezer éves és tíz évente (mikor feltűnik az embereknek, hogy nem öregszik) odébb kell állnia. Az egész film Oldman házában játszódik, ahol Oldman a kollégáival folytat párbeszédet.

## Szereplők
| Színész          | Szereplő        | Magyar hang        |
| ---------------- | --------------- | ------------------ |
| David Lee Smith  | John Oldman     | Laklóth Aladár     |
| Tony Todd        | Dan             | Barbinek Péter     |
| John Billingsley | Harry           | Mihályi Győző      |
| Ellen Crawford   | Edith           | Rátonyi Hajni      |
| Annika Peterson  | Sandy           | Kisfalvi Krisztina |
| William Katt     | Art             | Kárpáti Levente    |
| Alexis Thorpe    | Linda Murphy    | Huszárik Kata      |
| Richard Riehle   | Dr. Will Gruber | Konrád Antal       |
| Steven Littles   | Költöztető      | Presits Tamás      |
| Chase Sprague    | Költöztető      | Kapácsy Miklós     |
| Robbie Bryan     | Rendőrtiszt     | Kapácsy Miklós     |

## Történet
|  | Alább a cselekmény részletei következnek! |

John Oldman történelemprofesszor 10 évnyi tanítás után otthagyni készül az egyetemet, ám búcsúbuliján kollégái és barátai magyarázatot követelnek a hirtelen jött távozási kényszerre. Oldman vonakodik, de végül megosztja velük titkát, vagyis, hogy immár 14 ezer éve jár a Földön, és mivel nem öregszik, 10 évente odébb kell állnia, mielőtt környezete gyanút fog. A kollégák először viccnek hiszik Oldman állítását, majd átverésnek, végül őrületnek, de a játék kedvéért belemelegednek a beszélgetésbe, és hamarosan ráébrednek, hogy nem tudnak megcáfolni semmit, amit mond.
Mivel a barátai leginkább tudósok, nem fogadják el ezt a hihetetlennek tűnő információt és megpróbálják megmagyarázni, hogy ha mégis igaz, amit John mond, akkor az hogyan lehetséges. Akad köztük pszichológus-orvos, történészprofesszor, biológus és archeológus, s ők mind a maguk módján kérdezik ki Johnt az életéről és annak esetleges buktatóiról. Eközben megtudjuk John múltjának néhány részletét. 
|  | Itt a vége a cselekmény részletezésének! |

## Fordítás
- Ez a szócikk részben vagy egészben  a   The Man from Earth című angol Wikipédia-szócikk fordításán alapul.  Az eredeti cikk szerkesztőit annak laptörténete sorolja fel. Ez a jelzés csupán a megfogalmazás eredetét és a szerzői jogokat jelzi, nem szolgál a cikkben szereplő információk forrásmegjelöléseként.